# Davao Oriental

Prowincja Davao Oriental na mapie Filipin

Davao Oriental – prowincja na Filipinach, położona we wschodniej części wyspy Mindanao.
Od wschodu granicę wyznacza Morze Filipińskie, od zachodu Zatoka Davao i prowincja Compostela Valley, od północy prowincje Agusan del Sur i Surigao del Sur. Powierzchnia: 5164,46 km². Liczba ludności: 486 104 mieszkańców (2007). Gęstość zaludnienia wynosi 94,1 mieszk./km². Stolicą prowincji jest Mati.